# 明科廃寺
明科廃寺（あかしなはいじ）は、長野県安曇野市明科中川手にある古代寺院跡。

## 概要

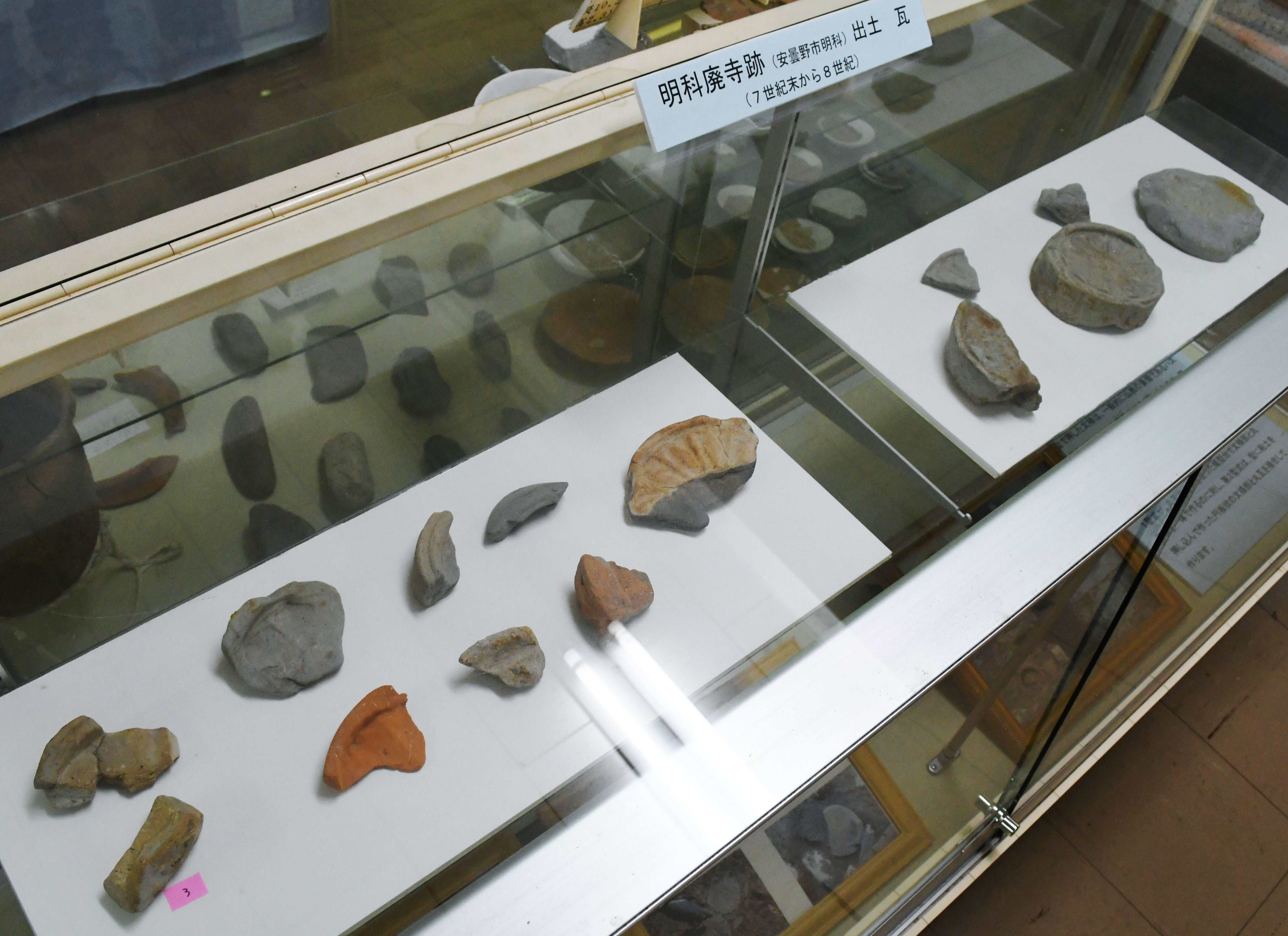
出土瓦安曇野市穂高郷土資料館展示。

1953年に発見され、原嘉藤らにより2回にわたり発掘調査が行われ、1999年に第3次発掘調査、2015年に第4次発掘調査、2018年に第5次発掘調査が行われた結果、信濃国内で最初期の仏教寺院の存在が確認された。遺構としては倉庫等の瓦葺建物跡が発見されている。出土品には多数の土師器、須恵器、灰釉陶器、白鳳時代から平安時代にかけての素弁八葉蓮華文瓦、鐙瓦、軒瓦、布目瓦、礫敷などがあり、特に鴟尾、鬼瓦からは堂舎の壮大さがうかがえ、また推定2メートルに及ぶ瓦塔片の発見は特筆される。
一志茂樹によれば、古代東山道の要衝としての瓦塔を安置した堂舎跡とも推定され、古代安曇郡の郡寺、前科郷の郷寺の有力な比定地である。

## 参照
- 「東筑摩郡・松本市・塩尻市誌　第2巻 歴史 上」1973年
- 「長野県百科事典」信濃毎日新聞社 1981年